# Беши
Беши (фр. Béchy) је насељено место у Француској у региону Лорена, у департману Мозел.
По подацима из 2011. године у општини је живело 538 становника, а густина насељености је износила 56,22 становника/km².

## Демографија
| 1962. | 1968. | 1975. | 1982. | 1990. | 2011. |
| ----- | ----- | ----- | ----- | ----- | ----- |
| 303   | 275   | 289   | 415   | 474   | 538   |